# SN 2001E
SN 2001E – supernowa typu Ia odkryta 5 stycznia 2001 roku w galaktyce NGC 3905. W momencie odkrycia miała maksymalną jasność 17,60m.